# 具瑗
具瑗（?—165年），魏郡元城人（今河北魏縣），東漢時的宦官。

## 生平
具瑗與單超、徐璜、左悺、唐衡五名宦官協助漢桓帝剷除外戚梁冀的勢力，具瑗先逮捕梁冀的親信張惲，後又與司隸校尉張彪率千餘人圍捕梁冀，具瑗因而封東武陽侯，與其餘四名宦官權傾天下。165年，司隸校尉韓演告發具瑗的罪行，具瑗被貶為鄉侯。